# 리볼데퀸

레오나르도 다 빈치가 그린 리볼데퀸의 형상.

리볼데퀸(Ribauldequin)은 중세의 다연발 총으로, "라발트(rabauld)", "리발트(ribault)", "리보드퀸(ribaudkin)", 또는 "오르간 포(Organ gun)"라고도 불린다. 이 무기는 소구경의 철제 다총신을 가지고 있으며, 수평의 각도로 발사시 현대의 기관총과도 같은 효과를 낼 수 있는 무기였다. 따라서 이들은 한편으로 기관총의 전신, 심지어는 최초의 기관총이라는 평가를 받고 있기도 하다. 이 무기를 발사하면, 대량의 총탄이 빠른 속도로 연속 발사되었다. 이들은 15세기 초에 중화기의 개념으로써 지속적으로 이용되어 왔다.
최초로 알려진 리볼데퀸은 영국의 에드워드 3세에 의해 1339년 백년 전쟁 중 사용되었다. 당시 영국군의 리볼데퀸은 12개의 총신을 가지고 있었고 한 번에 12개의 총탄을 동시에 발사할 수 있었다. 후에, 밀라노와 같은 부유하고 기술적으로 발전된 지역에서는 9개의 총신을 가진 리볼데퀸을 사용했다.
리볼데퀸은 장미 전쟁 중에도 사용되었다. 두 번째 세인트 알반 전투에서, 요크 가에 소속되어 있던 부르고뉴 병사들은 랭커스터 군에 대항해 이 무기를 사용하였다.
한편 스위스 군 역시 젬파흐 전투와 같은 전투에서 리볼데퀸을 사용하였다. 또 동유럽에서는 폴란드 사가 비예스키에 의해 증명된 바와 같이, 좀더 강화된 형태의 리볼데퀸이 몰도바의 스테판 3세와 같은 인물에 의해 쓰여지기도 하였다.

## 같이 보기
- 화차 (무기)
- 퍼클건
- 제사총
- 천보총